# Ewa Kusz
Ewa Kusz (ur. w Tarnowskich Górach) – polska psycholożka, seksuolożka i terapeutka. Od 2014 wicedyrektorka Centrum Ochrony Dziecka działającego przy Uniwersytecie Ignatianum w Krakowie, od 2022 członkini Papieskiej Komisji ds. Ochrony Małoletnich.

## Życiorys
W 1989 roku ukończyła studia doktoranckie z psychologii na Katolickim Uniwersytecie Lubelskim, a w 2010 roku podyplomowe studia z seksuologii klinicznej w Szkole Wyższej Psychologii Społecznej w Warszawie.  Jest członkinią Polskiego Towarzystwa Psychologicznego oraz Stowarzyszenia Psychologów Chrześcijańskich (SPCh), a w latach 2012-2018 była przewodniczącą katowickiego oddziału SPCh. Jest biegłym sądowym. Prowadzi gabinet terapeutyczny. 
W roku 2008 oraz 2012 była audytorką na Synodzie Biskupów. W latach 2004–2008 i 2011-2012 była przewodniczącą Światowej Konferencji Instytutów Świeckich.  
Od 2010 r. brała udział w pracach grupy przygotowującej aneksy do wytycznych Konferencji Episkopatu Polski dotyczących ochrony dzieci i młodzieży. W 2012 roku uczestniczyła w sympozjum Ku uzdrowieniu i odnowie  zorganizowanym w Watykanie dla biskupów a poświęconemu problematyce wykorzystywania seksualnego małoletnich w Kościele. W 2014 była współorganizatorką pierwszej w Polsce międzynarodowej konferencji poświęconej również problematyce wykorzystywania seksualnego małoletnich w Kościele. W 2014 roku była współinicjatorką powołania na Uniwersytecie Ignatianum międzywydziałowej jednostki organizacyjnej Centrum Ochrony Dziecka, w której od początku jest wicedyrektorem ds. programowych a także wykładowczynią. 
Należała do komitetu organizacyjnego międzynarodowej konferencji nt. ochrony małoletnich, zorganizowanej w Warszawie w dniach 19-22 września 2021 z inicjatywy Papieskiej Komisji ds. Ochrony Małoletnich w Warszawie i jest odpowiedzialna za projekt współpracy międzynarodowej w ramach Sieci ds. Ochrony Małoletnich w Kościołach Europy Środkowo-Wschodniej (ReteEco), która powstała w wyniku tej konferencji. 
30 września 2022 papież Franciszek mianował ją członkiem Papieskiej Komisji ds. Ochrony Małoletnich na pięcioletnią kadencję.

## Publikacje (wybrane)
- Wykorzystanie seksualne małoletnich przez osoby duchowne – analiza zjawiska [w:] Dziecko krzywdzone. Teoria, badania, praktyka Vol. 14 Nr 1 (2015), s. 31-49 ISSN 2545-3475
- Seksualne wykorzystywanie małoletnich w Kościele. Problem – odpowiedź Kościoła – doświadczenie polskie, red. Adam Żak SJ, Ewa Kusz, Wydawnictwo Naukowe Akademii Ignatianum w Krakowie 2018 ISBN 978-83-7614-357-6
- Profilaktyka wykorzystywania seksualnego w Kościele katolickim [w:] Dziecko Krzywdzone. Teoria, badania, praktyka, vol. 19 (2) 2020, 235–261. ISSN 1644-6526
- Ewa Kusz: Wołanie o głos rozsądku, aby wspólnie budować kulturę ochrony dzieci i młodzieży. Więź.pl, 2018-09-18. [dostęp 2024-05-02]. (pol.).
- Ewa Kusz: Głos osób skrzywdzonych. Vatican News, 2021-09-16. [dostęp 2024-05-02]. (pol.).